# Kritaturus uncipalpis
Kritaturus uncipalpis är en kvalsterart som beskrevs av Cook 1983. Kritaturus uncipalpis ingår i släktet Kritaturus och familjen Aturidae. Inga underarter finns listade i Catalogue of Life.